# Franco Barbero
Don Franco Barbero (Savigliano, 1939.), talijanski svećenik do 2003. godine.

## Životopis
Godine 1963. zaređen je za svećenika. Poslije nekoliko godina službe u sjemeništu u Pinerolu (To) i pastoralnog rada sa studentima, poslan je na jednu perifernu župu u gradu gdje se ističe između 1968. i 1973. po svom sudjelovanju u bitci za prava radnika (podnosi određene procese) i antimilitarizmu. Kroz 35 godina bavi se biblijskim i teološkim istraživanjima te je zaokupljen aktivnošću volontiranja, osobito s ovisnicima, alkoholičarima i psihički bolesnima. Godine 1973. osniva s muškarcima i ženama koji imaju razna župna iskustva, kršćansku zajednicu baze u Pinerolu i tako daje život brojnim drugim iskustvima zajednica baze u Piemontu.
U svojih 30-ak knjiga nastojao je produbiti duhovnost oslobođenja u kojoj se akcija i kontemplacija, obaveza i molitva povezuju i ulaze u prisni odnos s obavezom rasta zajednice. Pozicije don Franca i zajednice baze iz Pinerola poznate su kao teološke i pastoralne pozicije portiv devocionalizma, koje idu u prilog rastavljenima podržavajući pravo na drugu ženidbu, podupirući nastojanje homoseksualaca i lezbijki kako bi slobodno živjeli svoje stanje u Crkvi i društvu.
Njegov teološki i pastoralni doprinos, ne samo u pokretima kršćanske zajednice baze Pinerolo i "Noi Siamo Chiesa", čini određeni put u Italiji i izvan nje. Spisi koji su se pojavili u reviji "Viottoli", njegove zadnje knjige, njegova suradnja i aktivnost na pojedinim internetskim stranicama izazvala je "vatikanski bijes" ali je također doprinijela obogaćivanju dijaloga kršćanske zajednice baze iz Pinerola sa stotinama župa, grupa, svećenika, teologa i teologinja te brojnih zajednica.
Godine 2003., don Franco Barbero sveden je na laički stalež po dekretu Kongregacije za nauk vjere (Prot. N. 26/82). Iako je dekret potpisan 25. siječnja, mjesni biskup Pier Giorgio Debenardi, uručio mu ga je u četvrtak 13. ožujka. Kršćanska temeljna zajednica iz Pinerola, podržala je don Franca te u izvještaju za tisak izjavila sljedeće:"izjavljujemo prije svega kako za kršćansku zajednicu baze iz Pinerola Franco ostaje naš prezbiter i ništa se ne mijenja u odnosu na prije." Te nastavlja dalje: "Držimo da hijerarhijska crkva, mashilistička i patrijarhalna, ostaje jedna od malobrojnih apsolutizama koja ispoljava vlastitu moć bez da sluša mišljenje svojih vjernih."
U nastavku slijedi tekst pisma biskupa iz Pinerola Pier Giorgia kojim priopćava don Francu Barberu odluku Rima o suspendiranju:
Biskup Pinerola
Predragi don Franco,
S velikim trpljenjem u srcu prenosim ti Papinsku odluku s kojom je podastrto tvoje otpuštanje iz kleričkog staleža. To se nije dogodilo iznenada i neočekivano. Već od 1975. tvoji su te biskupi, uzastopno, pozivali na kolokvije da bi zatim zauzeli stavove s brojnim pojašnjenjima koja su te opominjala u smislu crkvenog zajedništva glede nauke koju si širio preko spisa, medija i propovijedi. Iz tolikih dijelova Italije počevši od Pijemonta, biskupi, brojni prezbiteri i vjernici pokazali su zbunjenost zbog tvojih stavova, iznad svega jer ti govoriš kao prezbiter Katoličke Crkve.
Iz čitanja tvojih spisa, vidljivo je da je dirnuto srce katoličke vjere, osobito misterij svetog Trojstva, Utjelovljenje, stvarna Kristova prisutnost u Euharistiji i, povezano s Euharistijom, zaređeno služenje. K tome se pridodaje liturgija koja nije slavljena u zajedništvu s Katoličkom Crkvom, neprihvaćanje integriteta sedam sakramenata i ne prihvaćanje Učiteljstva kao vođe po pitanju vjere i morala.
Ova te papinska odluka ne isključuje iz Katoličke Crkve; nego je snažna riječ opomene koja te poziva da sagledaš situaciju u kojoj se nalaziš i nauk koji razvijaš; ipak ne umanjuje tvoje zalaganje i skrb za siromašne.
Garantiram ti da osjećaji ostaju ist kao oduvijek, od kad sam te upoznao i susreo prvi puta u Svetištu Gospe od Milosti. I upravo Nju, našu majku, molim da pomogne tebi i meni u ovom teškom trenutku. Dapače, osjećaji rastu još više. Predragi don Franco, ovo je najteža stvar u mojoj biskupskoj službi. To je rana koju ću uvijek nositi jer ti nisam dovoljno pomogao živjeti crkveno zajedništvo.
Povjerimo se obojica, preko molitve, Gospodnjoj ljubavi. Ako želiš, možemo naći više prilika da molimo zajedno. Samo nam molitva pomaže da kročimo po Njegovoj volji.
Srdačni pozdrav, u očekivanju da ćemo moći podijeliti potpuno zajedništvo vjere glede crkvene discipline.
Tvoj Pjer Giorgio, biskup
O "slučaju Barbero" bogate podatke donosi časopis Bazavox na svojim stranicama.